# Single-Minute Exchange of Die
En gestión de la producción, SMED (acrónimo de Single-Minute Exchange of Die) es un método de reducción de los desperdicios en un sistema productivo que se basa en asegurar un tiempo de cambio de herramienta de un solo dígito de minutos.
Este concepto introduce la idea de que en general cualquier cambio de máquina o inicialización de proceso debería durar no más de 10 minutos, de ahí la frase single minute. Se entiende por cambio de herramientas el tiempo transcurrido desde la fabricación de la última pieza válida de una serie hasta la obtención de la primera pieza correcta de la serie siguiente; no únicamente el tiempo del cambio y ajustes físicos de la maquinaria.
Se distinguen dos tipos de ajustes:
- Ajustes / tiempos internos: Corresponde a operaciones que se realizan a máquina parada, fuera de las horas de producción (conocidos por las siglas en inglés IED).
- Ajustes / tiempos externos: Corresponde a operaciones que se realizan (o pueden realizarse) con la máquina en marcha, o sea durante el periodo de producción (conocidos por las siglas en inglés OED).

## Origen del SMED
Durante un viaje a los USA en 1955, el ingeniero Taiichi Ohno, director en jefe de producción de Toyota, analizó los procesos de Ia industria automotriz estadounidense, la cual contaba con un gran número de prensas para fabricar los diversos modelos para, de esta forma, no tener que cambiar los moldes pues en algunos casos el cambio tenía una duración superior a 24 horas.
Sin embargo, en Toyota tenían un número limitado de prensas y el reto era fabricar toda una gama de vehículos con un número muy inferior de equipos.
Para ello contrataron al ingeniero Shigeo Shingo como consultor. A finales de la década de 1970 la metodología había sido evolucionada enormemente y Toyota ya realizaba cambios en prensas de más de 1000 toneladas en tiempos cercanos a tres minutos.

## Etapas
El método se desarrolla en cuatro etapas.

### Ajustes Internos y Externos
Esta es la primera etapa. Se considera una fase preliminar.
En los ajustes tradicionales, los ajustes internos y externos están mezclados: lo que podría hacerse en externo se hace en ajustes internos.
Es necesario estudiar en detalle las condiciones reales de la máquina con respecto a las políticas de LPM y LCDLL (también conocidas como LQTP).
Una buena aproximación es un análisis continuo de producción con un cronómetro. Un sistema más eficaz es utilizar una o más cámaras de vídeo, cuyas filmaciones podrán ser analizadas en presencia de los mismos operarios.
En un cambio de producción, deben definirse las operaciones a realizar:
- la preparación de la máquina, del puesto de trabajo;
- la limpieza y el orden del puesto de trabajo;
- la verificación de la materia prima y de los productos químicos;
- la correcta regulación del equipo;
- el ajuste a patrones, ventanas referentes de fabricación;
- la realización y la prueba;
- la aprobación y liberación para la producción.

### Separación de los ajustes internos y externos
Es la segunda etapa del método SMED y es la más importante: distinguir entre ajustes internos y externos.
Actividades internas: tienen que ejecutarse cuando la máquina está parada.
Actividades externas: pueden ejecutarse mientras la máquina está operando.

### Transformación de ajustes internos en externos
Es la tercera etapa del método.
El objetivo es transformar los ajustes internos en externos, por ejemplo: preparación de sopletes, ajuste de color, medición de viscosidad, verificación de cantidad de producto, envío de piezas o aviso al taller de problemas, patrones y ventanas en máquina, etc.
Dentro de los cambios tenemos también las tareas repetitivas o que no agregan valor en sí, como es el regular uno o varias mariposas sistemáticamente, para esto podemos acondicionar los equipos siempre y cuando sea necesario.
Es fundamental aquí realizar un detallado listado cronológico de las operaciones que se realizan durante la máquina parada. Para ello es aconsejable el seguimiento de las operaciones en por lo menos 10 lotes distintos.
Luego debe evaluarse detalladamente cada una de esta operaciones para determinar cuales pueden moverse y/o simplificarse.

### Racionalización de todos los aspectos de la operación de ajuste
Es la cuarta etapa del método. Su objetivo es reducir al mínimo el tiempo de ajustes.
La conversión en ajustes externos permite ganar tiempo, pero racionalizando los ajustes se puede disminuir aún más el tiempo de cambio. 
Para esto debemos utilizar el estudio realizado en el caso anterior del mencionado.
Para determinar el logro del método debemos comparar los tiempos previos a la reforma contra los propuesto y validar los mismos con por lo menos 10 lotes de práctica. 
Todos los ajustes deben ser muy bien diferenciados para no causar ningún tipo de problemáticas en la producción.